# Русалчині поляни (Хмельниччина)
Русалчині поляни — ботанічний заказник місцевого значення в Україні, на півночі від с. Мальованка. Оголошений рішенням Хмельницького Облвиконкому № 2 від 01.11.1996 року.

## Опис
Площа — 60 га.
Ділянка лісу на якій розміщено 3 озера, що утворились на місці колишніх торфорозробок та поступово заростають. Також трапляються ділянки болотної та лучної рослинності. Кожне з озер та прилеглі до них ділянки землі та лісу цікаві різноманітним флористичним складом.
На найбільшому з озер зростають сфагнові мохи, образки болотні, латаття сніжно-біле. На другому озері поширені вовче тіло болотне та рдесник вузловатий. На узбережжі третього найменшого озера зростає ситник розлогий. 
На болотистих ділянках домінують осока пухнастоплода, осока здута, трапляються пухівка піхвова та пухівка вузьколиста. 
Лісова рослинність представлена сосновими та березово-сосновими лісами різного віку. В підліску переважає крушина ламка, а в трав'яному покриві - молінія голуба та чорниця. Тут утворює великі популяції плавун річний, занесений до Червоної книги України та плаун булавовидний, також трапляється рідкісний баранець звичайний.
У складі торф'яної лучної рослинності зростають щучник дернистий, мітлиця повзуча, трясучка середня, медова травка заичайна, костриця червона, чемериця Лобелієва. Тут трапляються зозульки м'ясочервоні та зозульки травневі, занесені до Червоної книги України та регіонально рідкісні півники сибірські, осока Гартмана, осока кульконосна.

## Скасування
Рішенням Хмельницького Облвиконкому № 21 від 11.05.1999 року пам'ятка була скасована.
Скасування статусу відбулось по причині включення до складу регіонального ландшафтного парку «Мальованка»